# 1974 nos jogos eletrônicos
Em 1974, surgiram novos títulos, como Speed Race, Gran Trak 10, Tank e TV Basketball. O jogo de fliperama mais vendido do ano foi Tank, da Kee Games.

## Eventos
- A Namco adquire a divisão japonesa da Atari, Inc. e formalmente entra no mercado de fliperamas.[1]
- A Atari adquire a Kee Games. A empresa continua a usar a marca "Kee Games" até 1978.[1]

## Máquinas de fliperama mais vendidas
Os títulos seguintes foram os jogos de fliperama mais vendidos de 1974 nos Estados Unidos, de acordo com as vendas anuais de máquinas de fliperama fornecidas por Ralph H. Baer.
| Nº | Título                   | Unidades | Fabricante           | Gênero        |
| -- | ------------------------ | -------- | -------------------- | ------------- |
| 1  | Tank                     | 10.000   | Kee Games            | Labirinto     |
| 2  | Formula K (Gran Trak 10) | 5.000    | Kee Games            | Corrida       |
| 3  | Clean Sweep              | 3.500    | Ramtek               | Block breaker |
| 4  | Flim-Flam                | 1.500    | Meadows Games        | Pong          |
| 5  | TV Basketball            | 1.400    | Midway Manufacturing | Esporte       |
| 6  | Leader                   | 1.000    | Midway Manufacturing | Pong          |
| 6  | TV Flipper               | 1.000    | Midway Manufacturing | Pinball       |
| 8  | Gran Trak 20             | 500      | Atari, Inc.          | Corrida       |
| 8  | Robot                    | 500      | Allied Leisure       | Pong          |
| 8  | TV Pinball               | 500      | Chicago Coin         | Pinball       |

## Lançamentos notáveis

### Revistas
- Play Meter, a primeira revista dedicada a máquinas operadas por moedas (incluindo jogos de fliperama), publica a sua primeira edição.[1]

### Jogos de fliperama
- Fevereiro: a Taito lança Basketball, um dos primeiros jogos a utilizar sprites e o primeiro jogo a representar figuras humanas.[3][4] Mais tarde, o jogo é licenciado pela Midway e publicado na América do Norte como TV Basketball.[3]
- 24 de julho: a Atari lança Gran Trak 10, o primeiro jogo eletrônico de corrida de carros.[5]
- Novembro: a Taito lança Speed Race, o segundo jogo eletrônico de corrida de carros. Ele apresenta gráficos com rolagem e detecção de colisão[6] e usa um controle que simula um volante.[7]
- 5 de novembro: antes de ser adquirida pela Atari, a Kee Games lança Tank.[1]
- A Nintendo lança Wild Gunman e Shooting Trainer no Japão. Com exceção de demonstrações em feiras de negócios, os dois jogos permanecem exclusivos da região até que a Sega os lançasse internacionalmente em abril de 1976.[8]

### Jogos de computador
- Jim Bowery desenvolve Spasim, um predecessor de jogos de tiro em primeira pessoa, para o sistema PLATO. Duas versões são lançadas, a primeira em março e a segunda em julho.[9]
- Gary Whisenhunt e Ray Wood desenvolvem dnd, o primeiro jogo com um chefe, e possivelmente primeiro jogo de RPG, para o sistema PLATO.[10]

### Consoles
- A Magnavox republica o Odyssey e o lança na Austrália, Bélgica, Reino Unido, França, Alemanha Ocidental, Grécia, Israel, Itália, Suíça e Venezuela.[11]